# یواس‌اس پورکیوپاین (آی‌ایکس-۱۲۶)
یواس‌اس پورکیوپاین (آی‌ایکس-۱۲۶) (به انگلیسی: USS Porcupine (IX-126)) یک کشتی بود که طول آن ۴۴۱ فوت ۶ اینچ (۱۳۴٫۵۷ متر) بود. این کشتی در سال ۱۹۴۳ ساخته شد.